# I’D

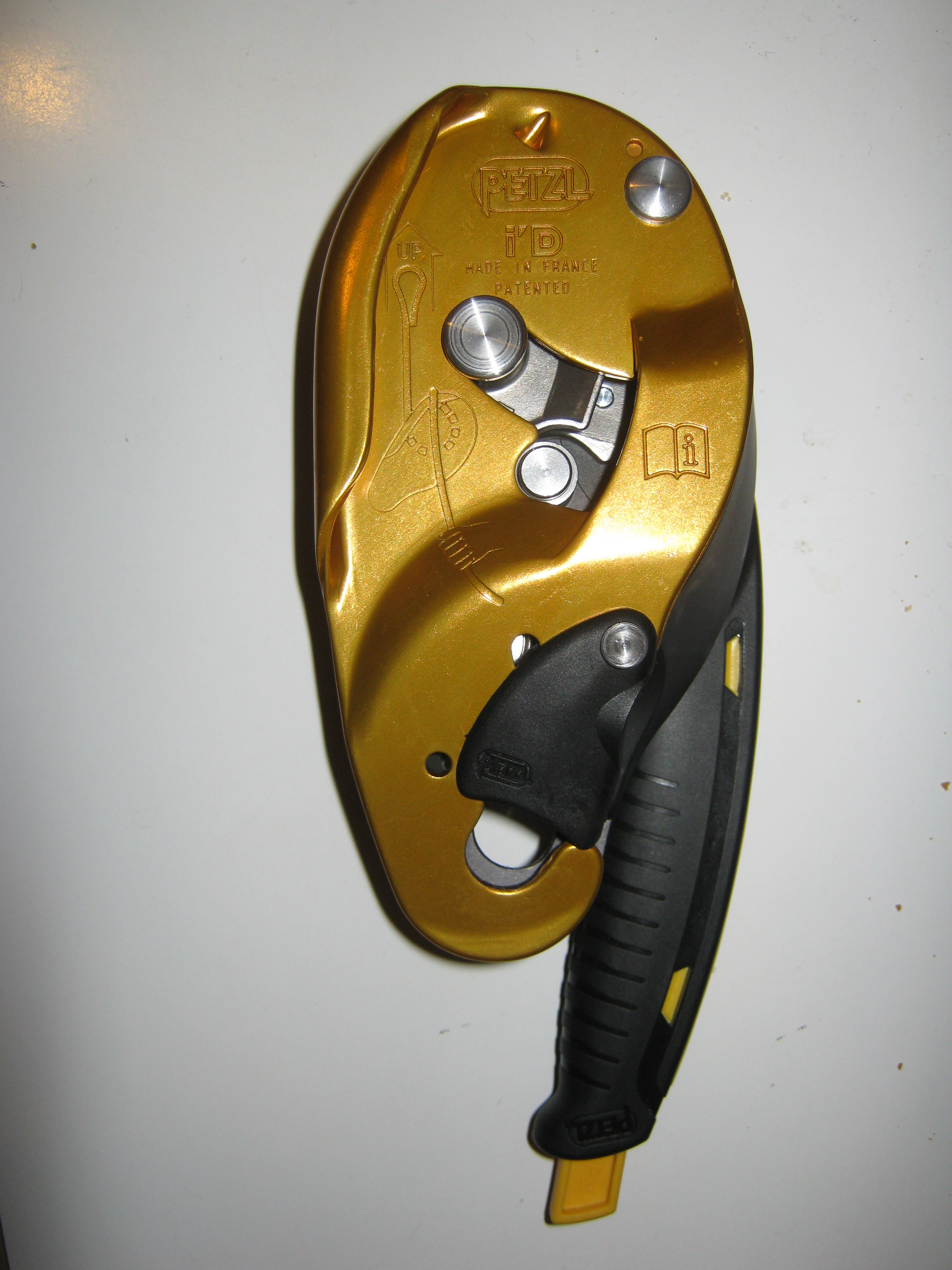

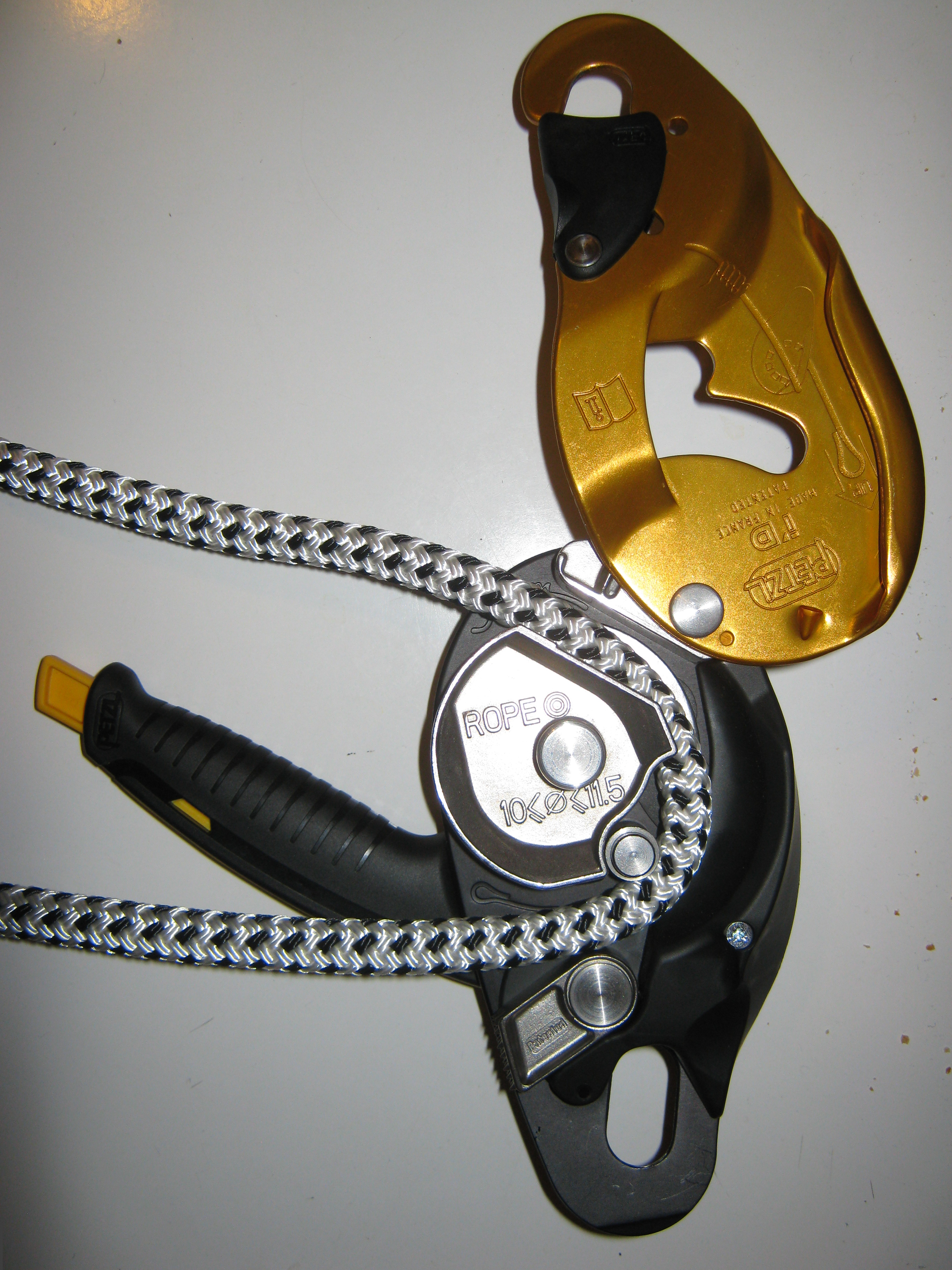
Вид внутри

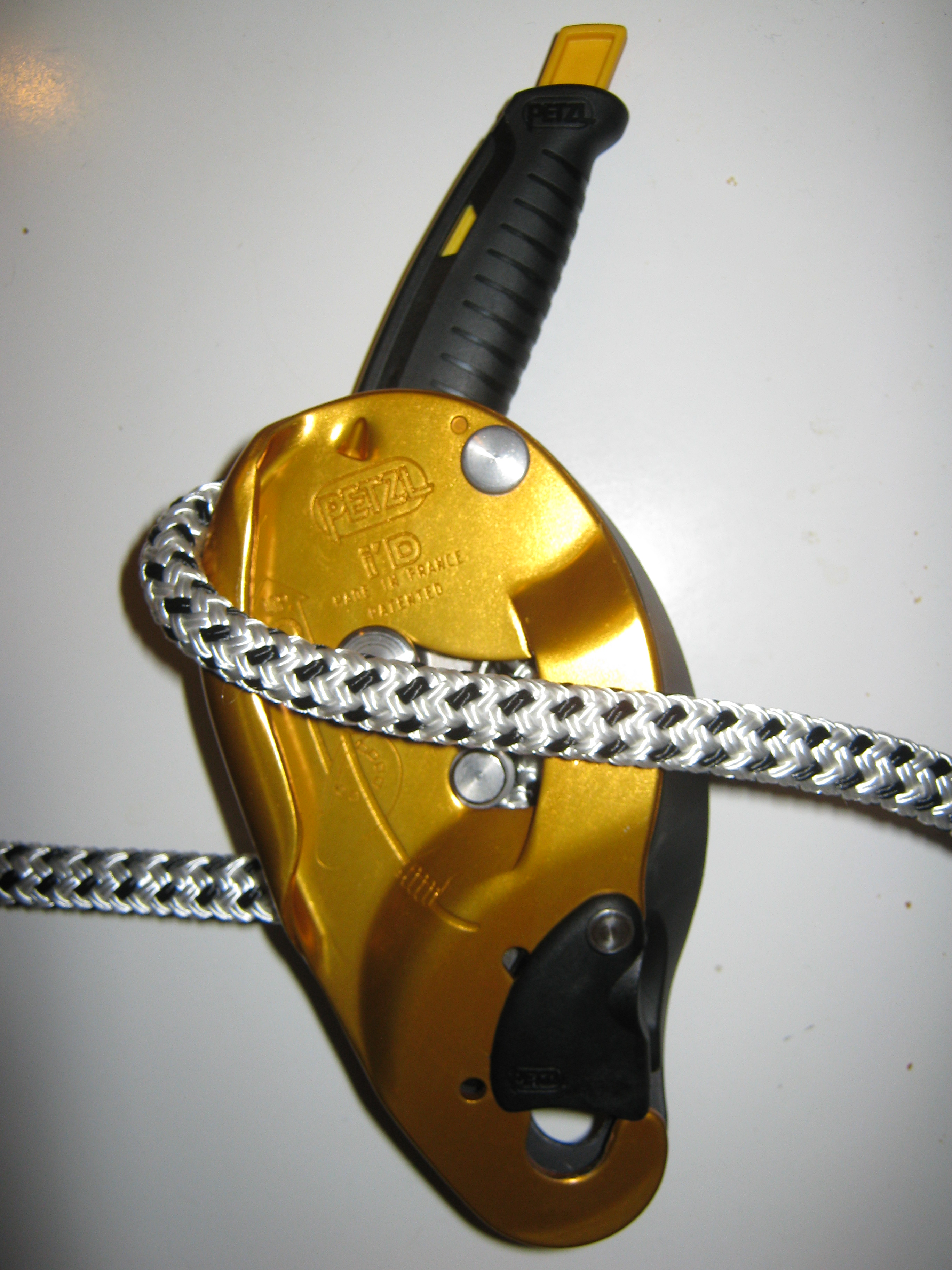

I’D (ай-ди) — разновидность страховочно-спусковых устройств, разработанных фирмой Petzl. Является дальнейшим развитием устройств RIG и «гри-гри», также снабжено эксцентриком, имеет защиту от неправильной заправки верёвки, однако применяют, в основном, в промальпе и предназначено для работы с альпинистскими верёвками диаметром 10—13 мм. Масса устройства — около 530 граммов. Управление скоростью спуска осуществляется с помощью рукоятки.
Большим отличием от «гри-гри» является функция «анти-паник» — в случае чрезмерного нажатия на рукоятку управления спуском, если скорость спуска превышает 1,5 м/с, устройство блокируется и спуск прекращается. Существует разновидность I'D с кнопкой, встроенной в рукоятку, которая позволяет регулировать скорость спуска — при спуске кнопку поджимают большим пальцем, и при увеличении скорости ответная реакция кнопки возрастает. По величине её реакции можно судить о скорости спуска и сохранять её максимальное значение без риска блокировки устройства.